# 민대식
민대식(閔大植, 1882년 ~ ?)은 일제강점기의 은행가이다.

## 생애
유명한 갑부이며 조선귀족인 민영휘의 소생 중 맏아들로 한성부 출신이다. 본래 대한제국 군인이었다고 알려져 있으며 1903년 대한제국 육군 정위 전역 후 1920년 민영휘의 뒤를 이어 은행업에 뛰어든 뒤 조선 실업계의 거물로 활동했다. 민대식은 1931년에 호서은행을 합병하여 동일은행을 창설하고 은행장격인 두취가 되었다.
1935년에 총독부가 편찬한 《조선공로자명감》에 조선인 공로자 353명 중 한 명으로 수록되어 있다. 이 책자에 따르면 "재계의 동향을 살펴 실무를 통제하는 일은 그의 독무대"였으며 "재계에 문제가 일어날 때마다 그가 나서서 조정역을 맡아 힘쓰지 않은 일이 없다"고 하여 민대식의 영향력을 알 수 있다.
조선토지개량주식회사, 조선신탁회사, 조선맥주주식회사 취체역과 경성전기사회 감사역을 지냈고, 조선금융제도조사위원회 촉탁으로도 활동했다. 1930년에는 경기도 도평의회에 관선 평의회원으로 들어갔고, 그 후 경성부 상공회의소 부대표로도 선출되었다.
1920년대부터 동민회, 조선불교단 등 여러 사회단체에서 활발한 활동을 펼쳤다. 《조선공로자명감》에 실린 인물평에 따르면 소극적인 은행가가 아닌 용맹심을 갖춘 분투가, 정력가로 묘사되어 있어 활동적이고 진취적인 인물이었던 것으로 전해진다. 그러나 아버지의 재산을 많이 물려받고도 장례를 초라하게 치러 손가락질을 받았다는 일화도 있다.
광복 후 반민족행위처벌법이 발효되었을 때 생존해 있어 반민특위의 조사 대상자였으나, 반민특위 활동이 방해를 받으면서 무혐의 판정이 내려져 처벌은 받지 않았다.

## 사후
2008년 발표된 민족문제연구소의 친일인명사전 수록예정자 명단 중 경제 부문에 선정되었고, 곧이어 최종명단에도 등재되었다. 다만 요절한 동생인 민천식 및 민천식의 양자 민병도는 무혐의로 등재에서 제외되었다. 민병도는 가업을 이어 은행업에 종사하여 한국은행 총재를 지냈다.
한편, 1937년에 강원도 춘천부 동면에서는 면민들이 성금을 모아 민형식과 민대식, 민규식 형제의 송덕비를 세웠으며, 2008년에 친일 행적 논란으로 비석이 철거되었다.

## 같이 보기
- 동일은행
- 민영휘
- 민병도

## 참고자료
- 민대식(閔大植) - 국사편찬위원회